# Sentencje
Sentencje (dokł. Cztery księgi sentencji, (łac.) Libri quattuor sententiarum, lub Sententiae) – dzieło teologiczne Piotra Lombarda w formie komentarza, napisane ok. 1150 r. Sentencje były podstawowym podręcznikiem teologii katolickiej aż do XVI w. 
Dzieło Lombarda jest wyrazem XII-wiecznych dążeń do systematyzacji teologii. Gromadzi tematycznie, porównuje i komentuje fragmenty z pism patrystycznych, przede wszystkim świętego Ambrożego, Hilarego z Poitiers i świętego Augustyna. Piotr Lombard stara się godzić różne fragmenty ze sobą i wyjaśniać wątpliwości. Ostrożne i ugodowe stanowisko autora przyczyniło się w dużym stopniu do popularności. Niektóre jego komentarze spotkały się jednak z krytyką i gorącymi dyskusjami. 
W 1222 r. Aleksander z Hales przyjął Sentencje za podstawowy podręcznik do nauczania teologii na Uniwersytecie Paryskim, uzupełniający studiowanie Pisma Świętego. Podobną decyzję podjął w 1245 r. Richard Fishacre na Uniwersytecie Oksfordzkim. Stopniowo, Sentencje stały się podstawowym podręcznikiem na średniowiecznych uniwersytetach, a ich wpływ na teologię katolicką, pozostał znaczący do XVI w. Uzyskanie tytułu magistra teologii wiązało się z umiejętnością komentowania Sentencji, Biblii i Historia scholastica Piotra Comestora. Wszyscy wielcy scholastycy, m.in. Tomasz z Akwinu, William Ockham, Święty Bonawentura i Jan Duns Szkot, napisali komentarze do Sentencji.
Sentencje składają się z czterech ksiąg, poświęconych:
1. Bogu i Trójcy Świętej;
2. aniołom, stworzeniu świata, grzechowi i łasce;
3. wcieleniu, odkupieniu i cnotom;
4. sakramentom i rzeczom ostatecznym.